# 尼夫拉
48°43′4″N 26°13′7″E / 48.71778°N 26.21861°E
尼夫拉（羅馬化：Nyvra）是烏克蘭的村落，位於該國西部捷爾諾波爾州，由喬爾特基夫區負責管轄，處於茲布魯奇河右岸，分別距離扎盧奇亞2.5公里和扎利夏4公里，面積4.04平方公里，海拔高度197米，2001年人口837。